# Paleomayncina
Paleomayncina es un género de foraminífero bentónico de la subfamilia Planiseptinae, de la familia Mesoendothyridae, de la superfamilia Loftusioidea, del suborden Loftusiina y del orden Loftusiida. Su especie tipo es Mayncina termieri. Su rango cronoestratigráfico abarca desde el Sinemuriense superior hasta el Carixiense o Pliensbachiense inferior (Jurásico inferior).

## Discusión
Clasificaciones previas incluían Paleomayncina en el suborden Textulariina del orden Textulariida o en el orden Lituolida.

## Clasificación
Paleomayncina incluye a la siguiente especie:
- Paleomayncina termieri †